# Provincia Aksaray
Provincia Aksaray este o provincie a Turciei cu o suprafață de 7,626 km², localizată în Asia Mică.}

## Industrie
- Mercedes-Benz Türk A.Ș. (fabrică de autocamioane)
- Sütas (producție de lapte)
- Uguray (fabrică de brânză)